# Мошенка (приток Сяси)
Мошенка — река в России, протекает по Любытинскому району Новгородской области. Левый приток Сяси.

## География
Мошенка начинается юго-восточнее посёлка Неболчи, течёт на северо-запад, протекает через Неболчи, затем поворачивает на север. Впадает в Сясь в 230 км от устья последней, несколько севернее деревни Жадово. Длина реки составляет 11 км.

## Данные водного реестра
По данным государственного водного реестра России относится к Балтийскому бассейновому округу, водохозяйственный участок реки — Сясь, речной подбассейн реки — Нева и реки бассейна Ладожского озера (без подбассейна Свирь и Волхов, российская часть бассейнов). Относится к речному бассейну реки Нева (включая бассейны рек Онежского и Ладожского озера).
Код объекта в государственном водном реестре — 01040300112102000018051.